# Mackenzie River (Fitzroy River)
Der Mackenzie River ist ein Fluss im Osten des australischen Bundesstaates Queensland.
Der nicht ständig Wasser führende Fluss ist ein Quellfluss des Fitzroy River.

## Geografie

### Flusslauf
Der Fluss entsteht etwa acht Kilometer nördlich der Kleinstadt Comet am Capricorn Highway am Zusammenfluss des Comet River und des Nogoa River. Von dort fließt er nach Nordosten bis zur Broadsound Range, wo der Isaac River einmündet. Gleichzeitig wendet er seinen Lauf nach Süd-Südost und bildet rund zwölf Kilometer nordöstlich der Kleinstadt Duaringa, ebenfalls am Capricorn Highway, zusammen mit dem Dawson River den Fitzroy River.

### Nebenflüsse mit Mündungshöhen
Der Fluss hat folgende Nebenflüsse:
- Comet River – 153 m
- Nogoa River – 153 m
- Maria Creek – 142 m
- Cattle Creek – 133 m
- Scrub Creek – 127 m
- Cooroora Creek – 126 m
- Blackwater Creek – 123 m
- Roper Creek – 109 m
- Higgins Creek – 106 m
- Parker Creek – 98 m
- Honeycombe Creek – 97 m
- Isaac River – 88 m
- Coppermine Creek – 88 m
- Kaiuroo Creek – 86 m
- Swop Gully – 78 m
- Sandy Gully – 76 m
- Apis Creek – 76 m
- Grasstree Creek – 75 m
- Paddock Creek – 74 m
- Falldown Creek – 74 m
- Leura Creek – 73 m
- Boundary Creek – 73 m
- Boonba Creek – 65 m
- Springton Creek – 62 m
- Sixteen Mile Creek – 62 m

### Durchflossene Seen
Er durchfließt die folgenden Seen:
- Coalmine Lagoon – 135 m
- Lake Mary – 92 m

## Geschichte
Yetimarala (auch bekannt als Jetimarala, Yetimaralla und Bayali) ist eine australische Sprache der Aborigines in Zentral-Queensland. Die traditionelle Sprachregion befindet sich in den Regierungsbezirken der Central Highlands Region, an der Boomer Range und der Broadsound Range sowie am Fitzroy River, der Killarney Station, dem Mackenzie River und dem Isaac River. Garingbal, eine Sprache in Zentral-Queensland, wurde auch in dieser Region gesprochen, hauptsächlich um das Bowen-Becken. Die Garingbal-Sprachregion umfasst die Landschaft innerhalb der lokalen Regierungsgrenzen des Central Highlands Regional Council.
Der Mackenzie River wurde 1844 von dem preußischen Entdecker Ludwig Leichhardt besucht, der viele Teile von Queensland und des Northern Territory erforschte, auf seiner ersten Australienexpedition entdeckt.
Leichhardt benannte den Fluss nach Sir Evan Mackenzie, einem Schotten, der 1840 nach Brisbane ausgewandert war und dort siedelte. Mackenzie hatte ein Abschiedsessen im August 1844 für Leichhardt und die Bürger von Brisbane ausgerichtet.

## Fauna
Im Bingegang-Wehr bei Middlemount findet man Barramundi, Southern Saratoga (Scleropagus leichhardti) und Dorschbarsche. Das Bedford-Wehr und das Tartrus-Wehr wurden mit Barramundi bestückt. Das Bedford-Wehr ist außerdem bei Wassersportlern beliebt und Zelten ist hier erlaubt.